# Mars källa

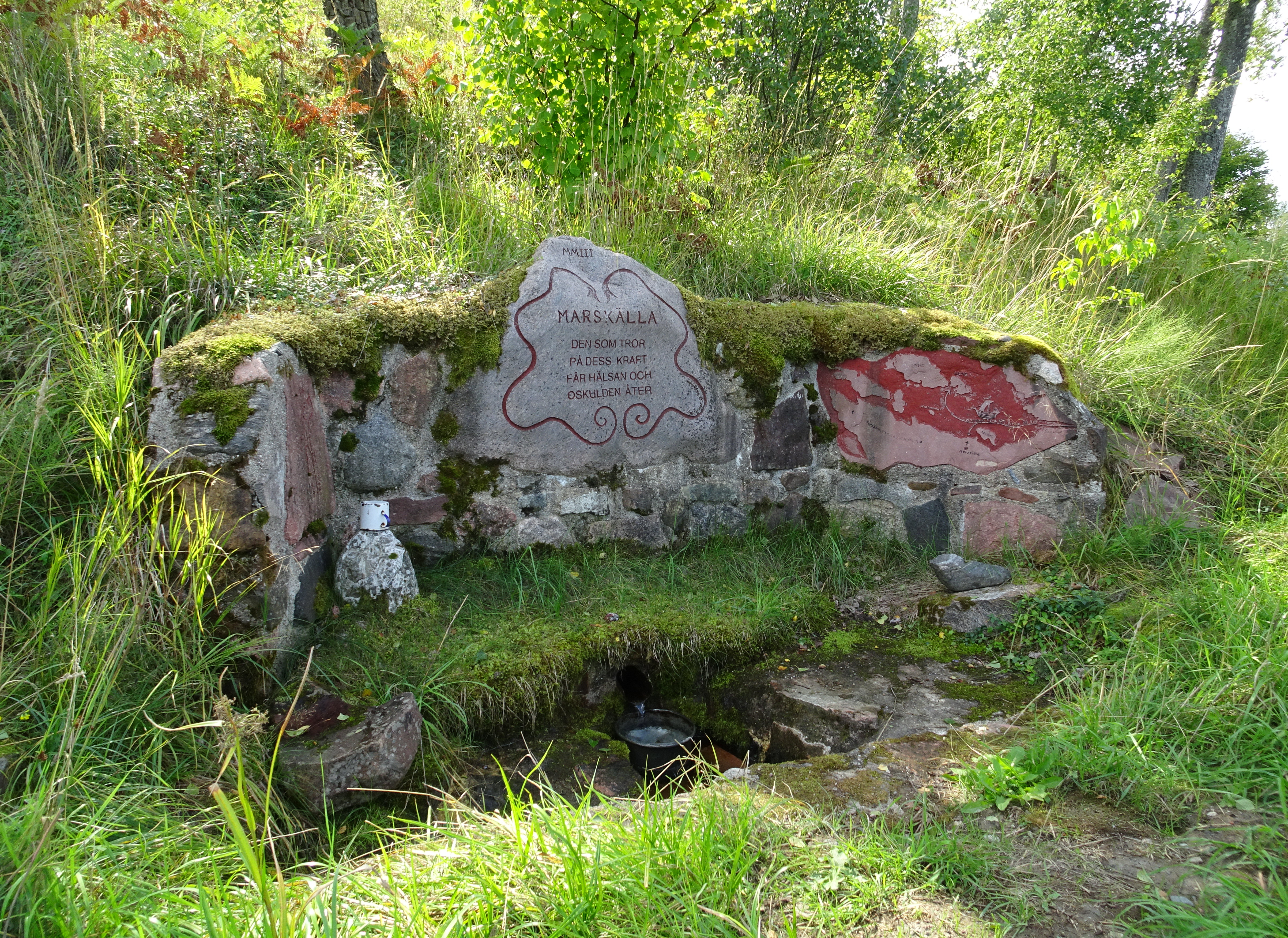
Mars källa i augusti 2018.

Mars källa (även kallad Gillberga källa) är en så kallad trefaldighetskälla på Enhörnalandet i Ytterenhörna socken i Södertälje kommun, Stockholms län. Källan ansågs ha magiska krafter och kunde bevara hälsan och gav oskulden tillbaka. Källan är ett lagskyddat fornminne med RAÄ-nummer Ytterenhörna 129:1.

## Beskrivning

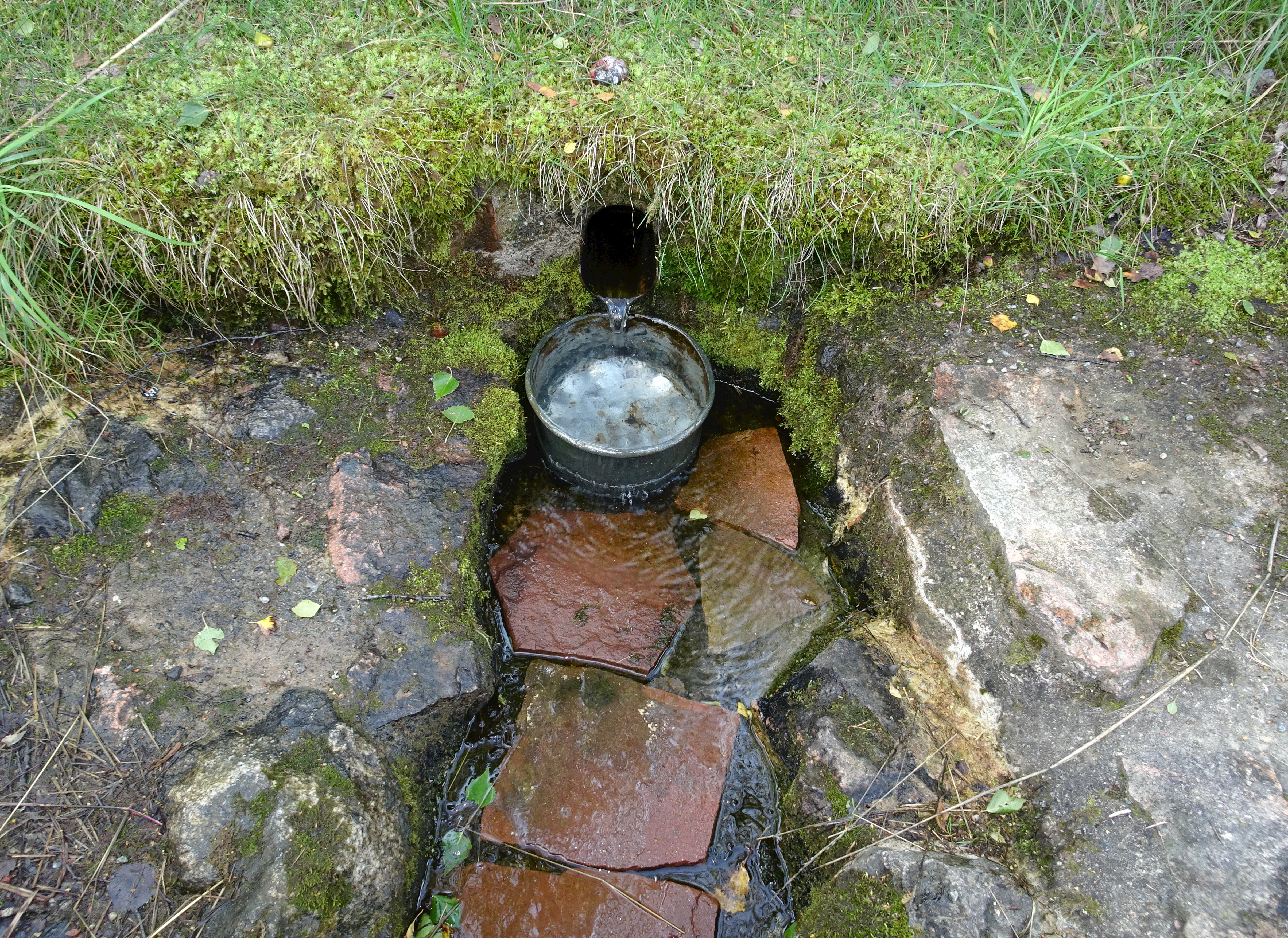
Mars källa.

Mars källa ligger strax sydost om Ytterenhörna kyrka och vid foten av Likbergets norrsluttning. Kring källan finns ett arrangemang av stenar och en bänk som Paul Weigl (född 1933), Enhörna Trädvårdsföreningens ordförande och boende i närheten, har anordnat. Källan inramas av stenar, tre av dem med olika budskap. På den mittersta står årtalet ”MMIII” (2003) samt ”Mars Källa – Den som tror på dess kraft får hälsan och oskulden åter”. Stenen till höger om den visar en karta på området under vikingatiden och Ansgar som enligt sägen år 858 på väg till Björkö även besökte Mars källa. Längst ut till vänster avbildas guden Tor med sin hammare.
Källan rinner mot norr och till ån som avvattnar Malmsjön och Fågelsjön till Skabroträsk. Mars källa ansågs ha magiska krafter. Största hälsobringande effekt hade den på trefaldighetsaftonen. Traktens befolkning samlades vid källan och drack vatten. Kring sekelskiftet 1900 upphörde denna tradition. Källan kallades även Gillberga källa efter närbelägna gården Gillberga.
Mars källa uppmärksammades av Anton Flentzberg, kyrkoherde i Mariefred, och beskrivs i tidskriften Fataburen från år 1909 enligt följande:
| ” | På fastlandet finna vi den s.k. Mars källa, belägen i närheten af Gillberga gård, närmare bestämdt söder ut från denna, men nedanför norra sluttningen af en skogsbevuxen höjd. Källan, som äfven kallas Gillberga källa, flyter åt norr. Hon synes dock åtminstone i senare tid icke hafva haft någon synnerlig dragningskraft på befolkningen. Men med anledning af den iakttagelse, som man trott sig göra, att i närheten af de s.k. offer- eller trefaldighetskällorna ofta ett tingsställe varit beläget, så må äfven här den anteckningen göras, att invid Mars källa ligger en kulle med åtskilliga i krets ordnade större stenar, hvilka sannolikt bildat en domarring. | „ |

## Övrigt
I närheten, intill Enhörnaleden (länsväg 522), finns den så kallade "Suptallen" där traktens kördrängar möttes för att ta sig en sup. Här kan man parkera bilen och följa skylten "Mars Källa 700 m". Besökaren går sedan över "Gillberga kulle" där körsbärsträden blommar i "Körsbärslunden" om våren. Här står en  sten med en hyllning över trakten författad av folklivsskildraren Amadeus Bianchini (1867-1930) och ristad av Paul Weigl. Gillberga är en gammal kulturbygd med gravhögar och lämningar efter bebyggelse. Marken ägs av Södertälje kommun och sköts av Enhörna Trädvårdsförvaltning. Allmänheten har fritt tillträde.

## Bilder

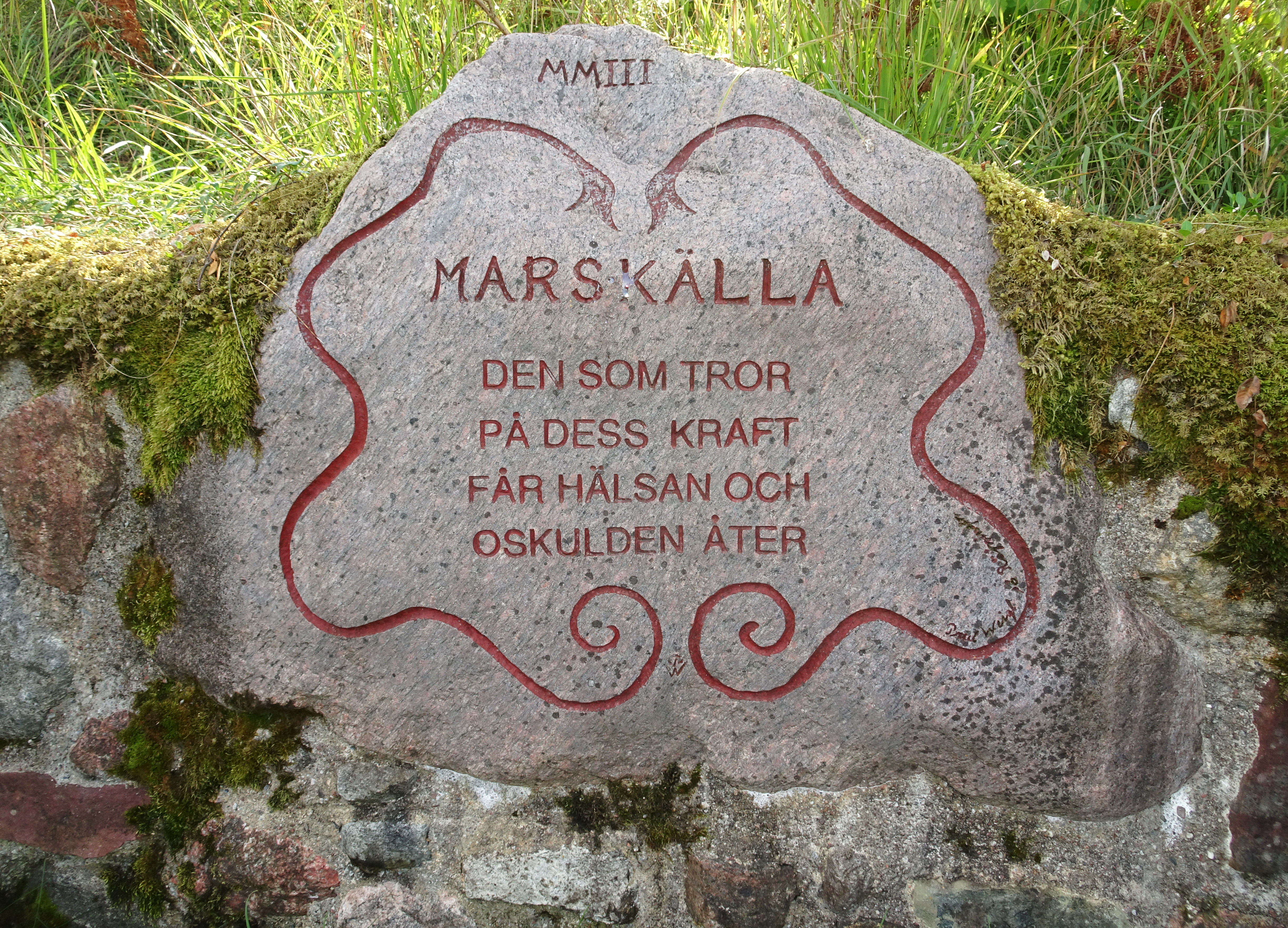
Inskription.
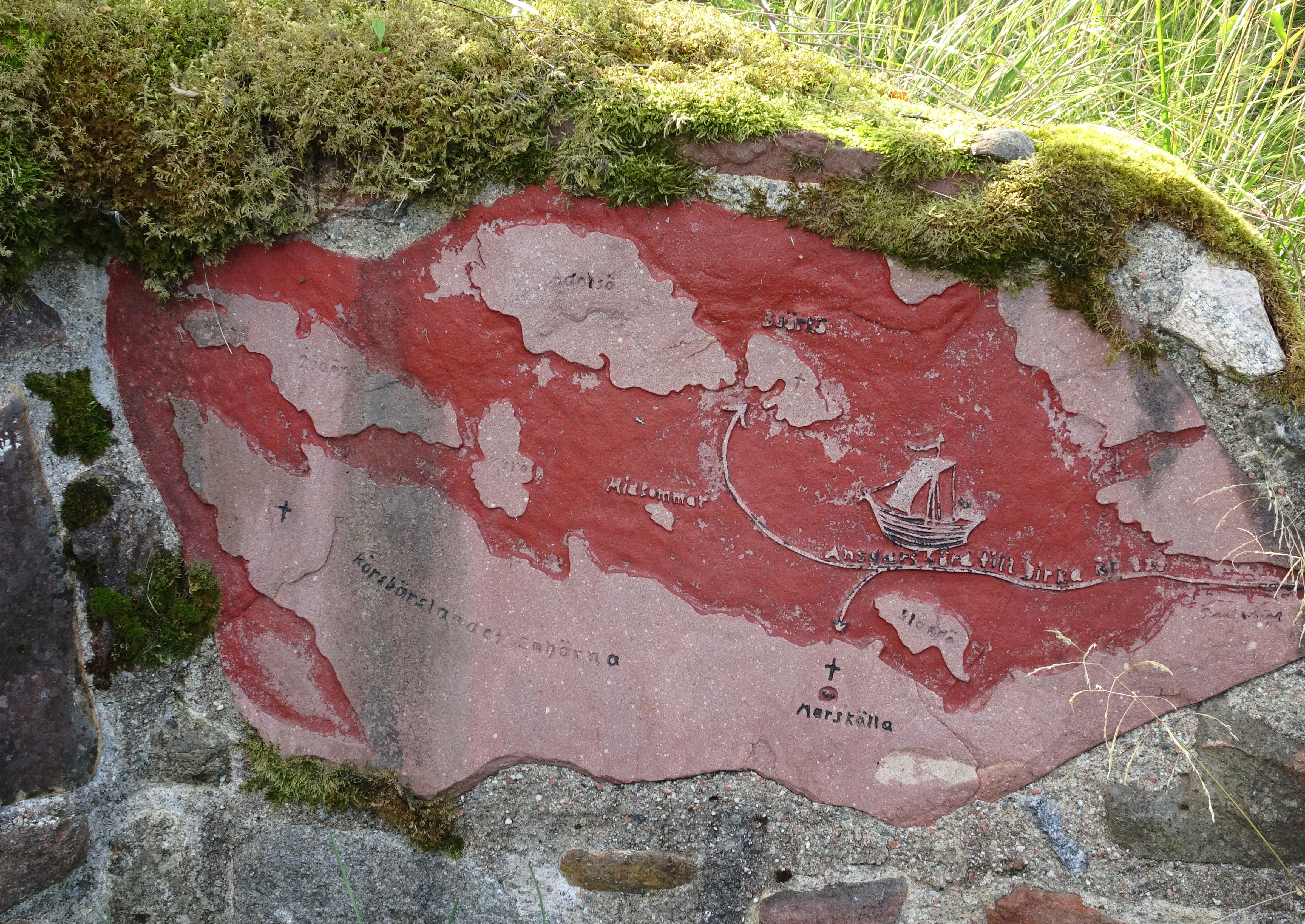
Ansgars resväg över Mälaren.
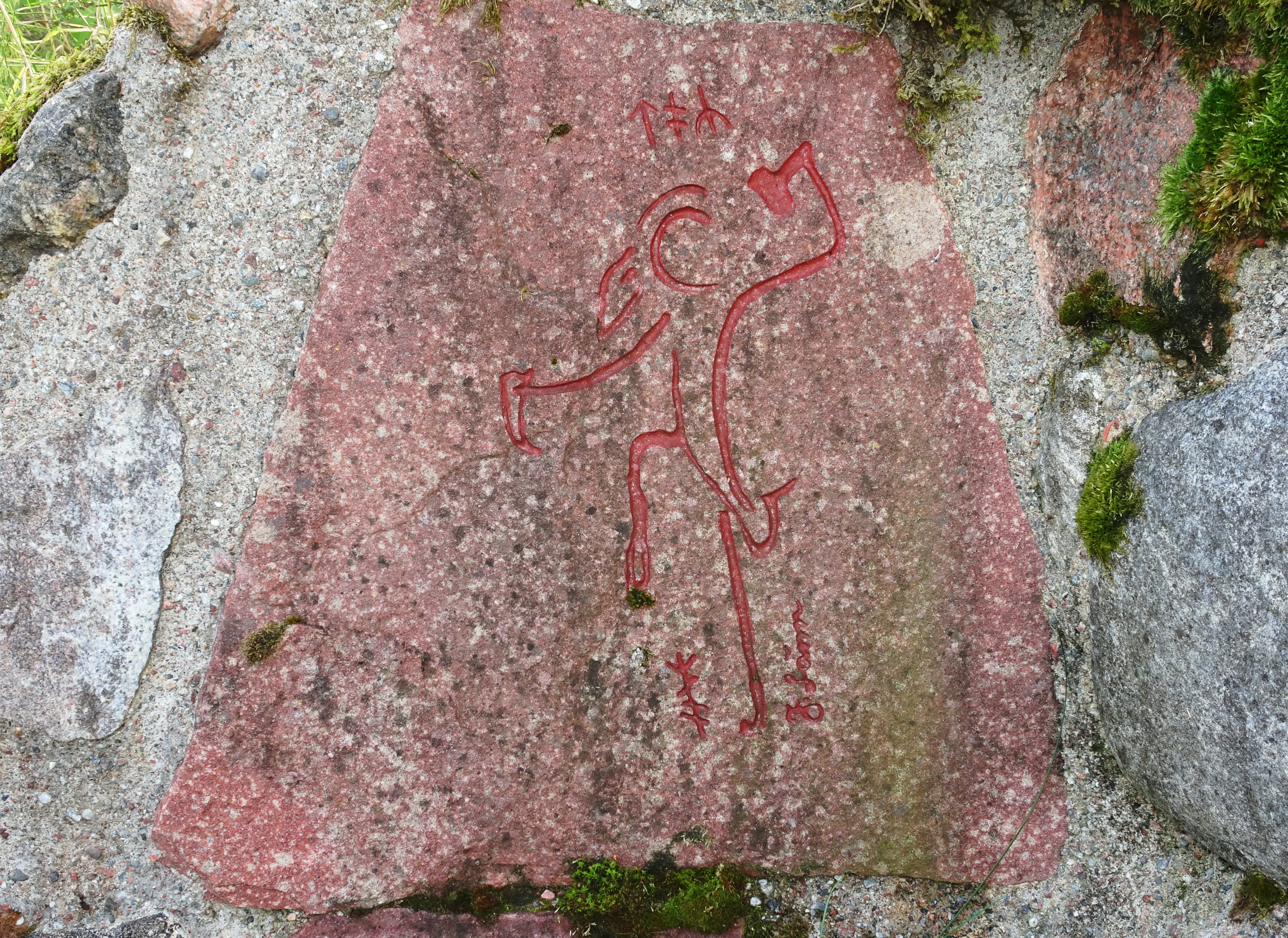
Tor med sin hammare.
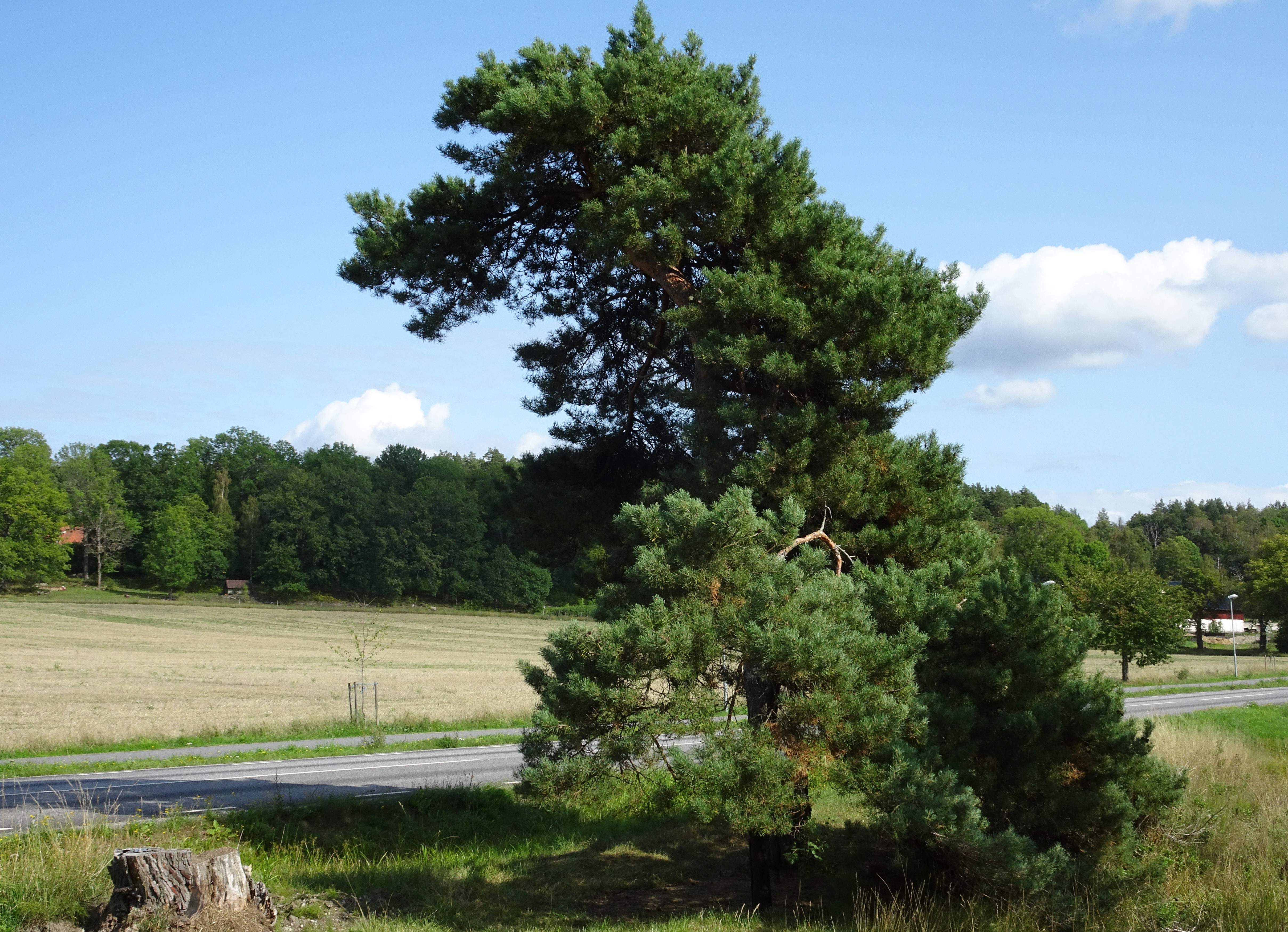
Suptallen vid länsväg 522.
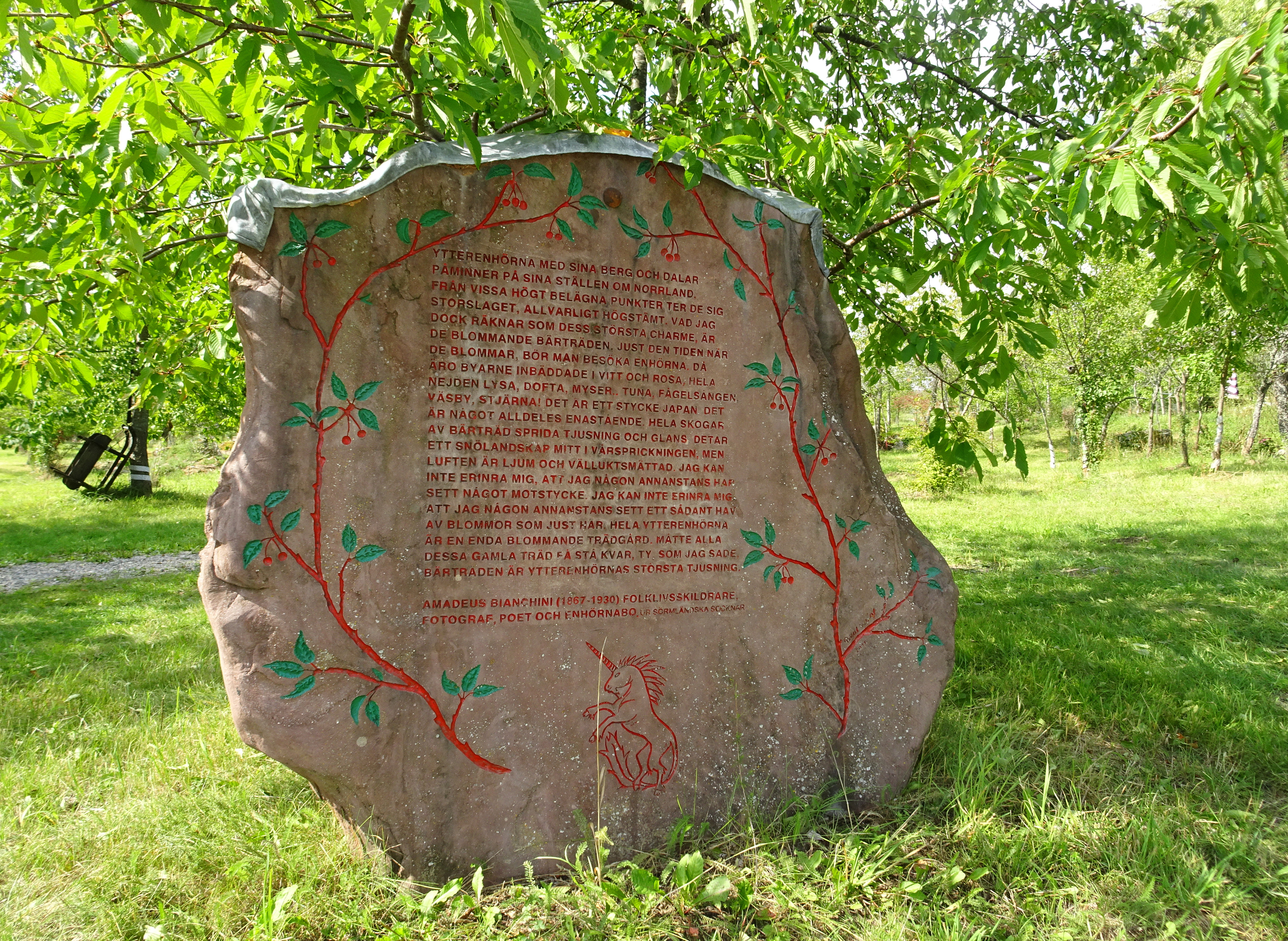
Stenen på Gillberga kulle